# 邦錫科爾 (阿拉巴馬州)
邦錫科爾（英語：Bon Secour）是一個位於美國阿拉巴馬州鮑德溫縣的非建制地區。該地的面積為12.05平分公里，而人口為743人。

## 地理
邦錫科爾的座標為30°27′56″N 87°45′13″W / 30.465497°N 87.753507°W，而該地最高點為海拔高度3米（即10英尺）。